# Vargtjärnen, Härjedalen
Vargtjärnen är en sjö i Bergs kommun i Härjedalen och ingår i Ljungans huvudavrinningsområde. Sjön har en area på 0,204 kvadratkilometer och ligger 875,3 meter över havet.

## Delavrinningsområde
Vargtjärnen ingår i det delavrinningsområde (698698-134145) som SMHI kallar för Inloppet i Vargtjärnen. Medelhöjden är 916 meter över havet och ytan är 3,22 kvadratkilometer. Det finns inga avrinningsområden uppströms utan avrinningsområdet är högsta punkten. Vattendraget som avvattnar avrinningsområdet har biflödesordning 2, vilket innebär att vattnet flödar genom totalt 2 vattendrag innan det når havet efter 353 kilometer. Avrinningsområdet består mestadels av kalfjäll (91 procent). Avrinningsområdet har 0,21 kvadratkilometer vattenytor vilket ger det en sjöprocent på 6,4 procent.